# 林城の戦い

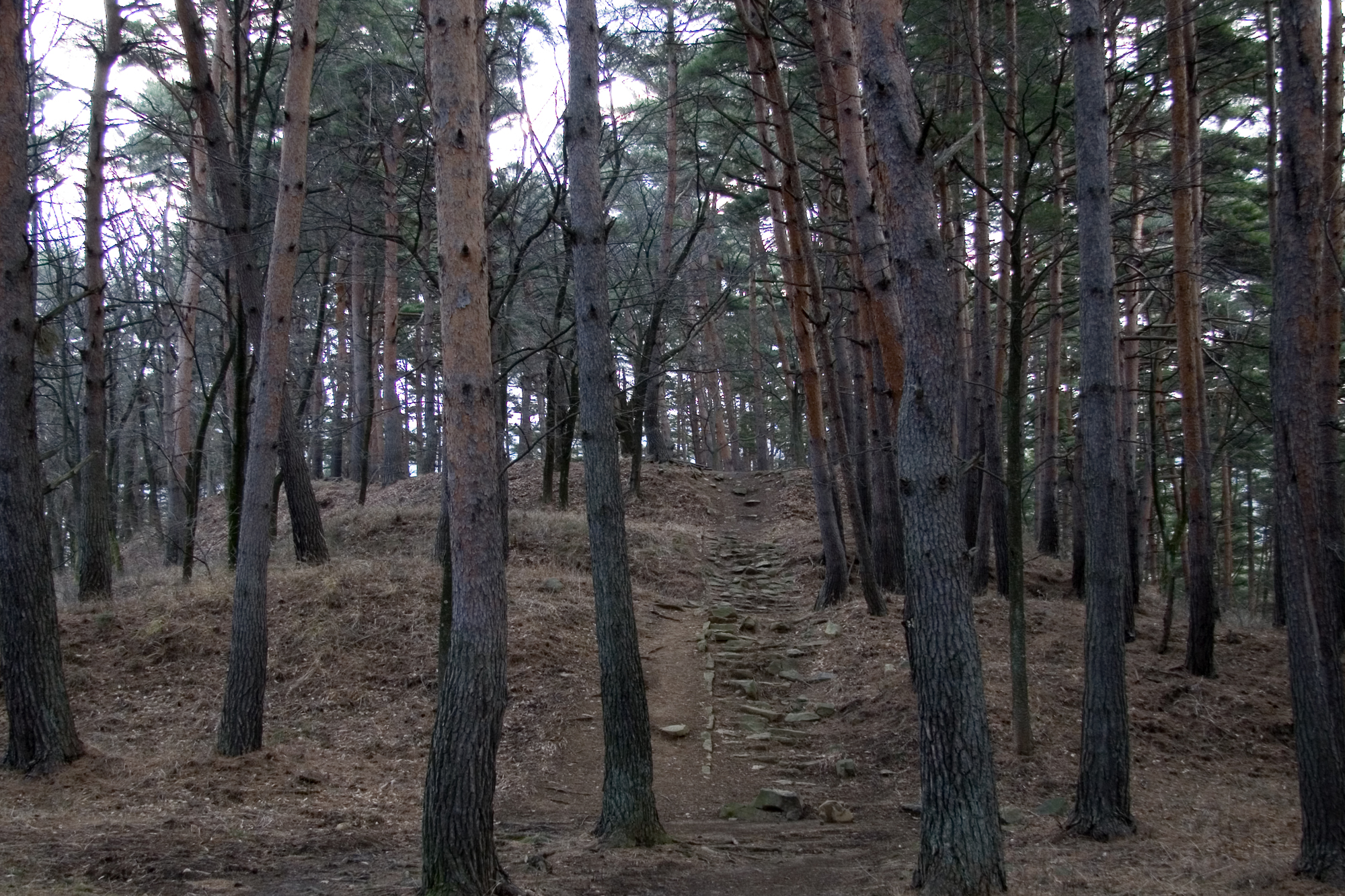
林城址（長野県松本市）

林城の戦い（はやしじょうのたたかい）は、武田晴信と小笠原長時の戦である。

## 概要
天文17年（1548年）7月19日の塩尻峠の戦いで小笠原軍に大勝した晴信は、天文19年（1550年）7月15日に信濃国の松本盆地に侵攻。遂に長時の居城である林城の攻略に乗り出した。
支城の犬甘城が落ちると、深志城、岡田城、桐原城、山家城の将兵は雪崩をうって逃亡。長時はこれを知ると、林城を捨て平瀬城に移り、その後信濃国の豪族村上義清を頼って落ち延びた。一連の戦いにより、晴信は筑摩郡を平定した。